# 四(三氟甲基)锗
四(三氟甲基)锗是一种有机锗化合物，化学式为Ge(CF3)4。它可由四溴化锗和六氟乙烷在等离子体装置中反应制得，或由(CF3)2Cd(glyme)（glyme=乙二醇二甲醚）和四碘化锗反应得到。